# Вільхівська сільська рада (Благовіщенський район)
| Вільхівська сільська рада — орган місцевого самоврядування у Благовіщенському районі Кіровоградської області з адміністративним центром у с. Вільхове. Сільській раді були підпорядковані населені пункти: - с. Вільхове - с. Сергіївка |

## Склад ради
Рада складалася з 16 депутатів та голови.

### Керівний склад ради
| ПІБ                      | Основні відомості                                                         | Дата обрання | Дата звільнення |
| ------------------------ | ------------------------------------------------------------------------- | ------------ | --------------- |
| Мельничук Олег Борисович | Сільський голова, 1969 року народження, освіта, безпартійний              | 26.03.2006   | 31.10.2010      |
| Мельничук Олег Борисович | Сільський голова, 1969 року народження, освіта вища, член Партії регіонів | 31.10.2010   |                 |

Примітка: таблиця складена за даними джерела

## Населення
Згідно з переписом УРСР 1989 року чисельність наявного населення сільської ради становила 1592 особи, з яких 644 чоловіки та 948 жінок.
За переписом населення України 2001 року в сільській раді мешкали 1344 особи.

### Мова
Розподіл населення за рідною мовою за даними перепису 2001 року:
| Мова       | Відсоток |
| ---------- | -------- |
| українська | 98,37 %  |
| російська  | 1,41 %   |
| болгарська | 0,07 %   |
| вірменська | 0,07 %   |